# FC Haka Valkeakoski
FC Haka is een Finse voetbalclub uit de stad Valkeakoski. De club is opgericht in 1934 en speelt haar thuiswedstrijden in het Tehtaan kenttä in Valkeakoski. De traditionele kleuren van de vereniging zijn zwart-wit. Met negen landstitels en twaalf bekerwinsten behoort het tot de meest succesvolle voetbalclubs van Finland.

## Geschiedenis
De in 1934 opgerichte club begon in de competitie te spelen onder de naam Valkeakosken Haka. Eind jaren veertig promoveerde de club voor het eerst naar het hoogste niveau (toen Mestaruussarja, nu Veikkausliiga). In 1955 werd de eerste prijs binnengehaald, de Suomen Cup. De eerste landstitel volgde in 1960 toen de club 41 van de maximale 44 punten wist te behalen. In datzelfde jaar werd ook de beker gewonnen. Dit betekende de eerste dubbel in de Finse voetbalgeschiedenis.
De jaren zestig werd de beste periode in de clubgeschiedenis van Haka. Behalve drie landstitels werden er ook drie nationale bekercompetities met succes afgesloten. Eind jaren zestig en begin jaren zeventig kende de club een mindere periode en zakte het een divisie af. Nadat de club weer promoveerde naar het hoogste niveau kon ze meteen weer meedoen voor de titel. In 1977 werd die weer behaald.
In de jaren negentig werd de naam van de vereniging veranderd in FC Haka. In 1996 degradeerde de ploeg uit de industriestad. Met Keith Armstrong werd een nieuwe coach aangetrokken. Hij maakte de club direct kampioen in de Ykkönen van 1997 en maakte FC Haka meteen landskampioen in 1998, 1999 en 2000. Ook onder trainer Olli Huttunen konden de zwart-witten landskampioen werden, toen in 2004. De nationale beker werd in 2002 en 2005 gewonnen.
In 2012 beleefde Haka een dramatisch seizoen. De club versleet drie trainers, achtereenvolgens Sami Ristilä, Asko Jussila en Juha Malinen, en eindigde op de twaalfde en laatste plaats, waardoor degradatie naar de Ykkönen een feit was. Het duurde zeven seizoenen om er weer bovenop te komen.
Op Europees niveau reikte FC Haka eenmaal (seizoen 1983/1984) tot de kwartfinale van de Europacup II (voor bekerwinnaars). Daarin werd de ploeg onder leiding van coach Jukka Vakkila over twee wedstrijden met 0-2 verslagen door de Italiaanse grootmacht en latere winnaar, Juventus.

## Erelijst
- Landskampioen

1960, 1962, 1965, 1977, 1995, 1998, 1999, 2000, 2004
- Suomen Cup

1955, 1959, 1960, 1963, 1969, 1977, 1982, 1985, 1988, 1997, 2002, 2005
- Liiga Cup

1995

## Eindklasseringen
| Seizoen | №  | Clubs | Divisie       | Duels | Winst | Gelijk | Verlies | Doelsaldo | Punten | Tsch  |
| ------- | -- | ----- | ------------- | ----- | ----- | ------ | ------- | --------- | ------ | ----- |
| 1993    | 10 | 12    | Veikkausliiga | 22    | 7     | 4      | 11      | 27–36     | 25     | 1.235 |
| 1994    | 6  | 14    | Veikkausliiga | 26    | 11    | 4      | 11      | 37–30     | 37     | 2.392 |
| 1995    |    | 14    | Veikkausliiga | 26    | 18    | 5      | 3       | 56–17     | 59     | 2.392 |
| 1996    | 11 | 12    | Veikkausliiga | 27    | 7     | 6      | 14      | 35–42     | 27     | 2.002 |
| 1997    | 1  | 10    | Ykkönen       | 27    | 22    | 4      | 1       | 84–14     | 70     | ??    |
| 1998    |    | 10    | Veikkausliiga | 27    | 13    | 9      | 5       | 46–31     | 48     | 1.969 |
| 1999    |    | 12    | Veikkausliiga | 29    | 20    | 7      | 2       | 54–18     | 67     | 2.202 |
| 2000    |    | 12    | Veikkausliiga | 33    | 20    | 6      | 7       | 56–20     | 66     | 2.070 |
| 2001    | 4  | 12    | Veikkausliiga | 33    | 14    | 10     | 9       | 44–29     | 52     | 1.780 |
| 2002    | 3  | 12    | Veikkausliiga | 29    | 15    | 7      | 7       | 51–30     | 52     | 1.653 |
| 2003    | 2  | 14    | Veikkausliiga | 26    | 16    | 5      | 5       | 54–16     | 53     | 2.067 |
| 2004    |    | 14    | Veikkausliiga | 26    | 18    | 5      | 3       | 54–20     | 59     | 2.165 |
| 2005    | 4  | 14    | Veikkausliiga | 26    | 13    | 11     | 2       | 47–19     | 50     | 1.767 |
| 2006    | 3  | 13    | Veikkausliiga | 24    | 13    | 5      | 6       | 37–24     | 44     | 2.010 |
| 2007    | 2  | 14    | Veikkausliiga | 26    | 13    | 7      | 6       | 39–23     | 46     | 2.024 |
| 2008    | 8  | 14    | Veikkausliiga | 26    | 10    | 5      | 11      | 31–37     | 35     | 1.717 |
| 2009    | 6  | 14    | Veikkausliiga | 26    | 10    | 7      | 9       | 40–35     | 37     | 2.001 |
| 2010    | 8  | 14    | Veikkausliiga | 26    | 9     | 6      | 11      | 30–38     | 33     | 1.449 |
| 2011    | 10 | 12    | Veikkausliiga | 33    | 10    | 7      | 16      | 36–60     | 37     | 1.321 |
| 2012    | 12 | 12    | Veikkausliiga | 33    | 9     | 5      | 19      | 32–57     | 32     | 1.392 |
| 2013    | 2  | 10    | Ykkönen       | 27    | 15    | 9      | 3       | 44–17     | 54     | 1.489 |
| 2014    | 5  | 10    | Ykkönen       | 27    | 13    | 7      | 7       | 55–32     | 46     | 1.303 |
| 2015    | 6  | 10    | Ykkönen       | 27    | 11    | 8      | 8       | 48–41     | 41     | 1.155 |
| 2016    | 7  | 10    | Ykkönen       | 27    | 8     | 8      | 11      | 42–46     | 32     | 1.109 |
| 2017    | 6  | 10    | Ykkönen       | 27    | 8     | 11     | 8       | 35–42     | 35     | 1.010 |
| 2018    | 5  | 10    | Ykkönen       | 27    | 12    | 7      | 8       | 41–28     | 43     | 1.013 |
| 2019    | 1  | 10    | Ykkönen       | 27    | 24    | 2      | 1       | 76–22     | 74     | 1.537 |
| 2020    | 10 | 12    | Veikkausliiga | 22    | 5     | 7      | 10      | 25–41     | 22     | 1.620 |
| 2021    | 8  | 12    | Veikkausliiga | 27    | 10    | 5      | 12      | 30–29     | 35     | 1.253 |
| 2022    |    | 12    | Veikkausliiga |       |       |        |         | –         |        |       |

## Kampioensteams
- 1995 — Michael Belfield, Ari Heikkinen, Olavi Huttunen, Janne Hyökyvaara, Oleg Ivanov, Jari Kaasalainen, Tommi Kainulainen, Jokke Kangaskorpi, Miroslav Karas, Lasse Karjalainen, Jari Kinnunen, Pekka Kunnola, Heikki Leinonen, Kari Martonen, Jussi Nuorela, Harri Nyyssönen, Kai Nyyssönen, Valeri Popovitsj, Sami Ristilä, Jari Räsänen, Sami Väisänen en Harri Ylönen. Trainer-coach: Jukka Vakkila.
- 1998 — András Vilnrotter, Jouni Räsänen, Janne Hyökyvaara, Lasse Karjalainen, Janne Salli, Ari Heikkinen, Harri Ylönen, Jarkko Okkonen, Janne-Pella Mäkela, Tommi Torkkeli, Jukka Rantala, Oleg Ivanov, Anders Roth, Tibor Kalina, Jukka Ruhanen, Valeri Popovitsj, Jari Niemi en Marlon Harewood. Trainer-coach: Keith Armstrong. Assistent-trainer: Olavi Huttunen.
- 1999 — Panu Toivonen, András Vilnrotter, Janne Mäkelä, Jaakko Pasanen, Tero Penttilä, Janne Hyökyvaara, Jouni Räsänen, Janne Salli, Harri Ylönen, Ari Heikkinen, Janne-Pella Mäkela, Jarkko Okkonen, Jukka Rantala, Janne Savolainen, David Wilson, Oleg Ivanov, Jukka Ruhanen, Lasse Karjalainen, Tarmo Koivuranta, Tommi Torkkeli, Kai Nyyssönen, Martin Reijnders, Jari Niemi en Valeri Popovitsj. Trainer-coach: Keith Armstrong. Assistent-trainer: Olavi Huttunen.
- 2000 — Mikko Vilmunen, Andras Vilnrotter, Janne Hyökyvaara, Lasse Karjalainen, Janne Salli, Jukka Koskinen, Jouni Räsänen, Jarkko Okkonen, Juuso Kangaskorpi, Janne Mäkelä, David Wilson, Oleg Ivanov, Tarmo Koivuranta, Jukka Rantala, Mikko Paatelainen, Tommi Torkkeli, Jukka Ruhanen, Kai Nyyssönen en Péter Kovács. Trainer-coach: Keith Armstrong. Assistent-trainer: Olavi Huttunen.
- 2004 — Mikko Vilmunen, Juuso Kangaskorpi, Lasse Karjalainen, Jarkko Okkonen, Juha Pasoja, Harri Ylönen, Mikko Innanen, Jani Kauppila, Sergey Terehhov, Sami Ristilä, Mika Nenonen, Markus Koljander, Valeri Popovitsj, Janne Salli , Tommi Torkkeli, Toni Lehtinen, Jarno Mattila, Jarkko Riihimäki en Cheyne Fowler. Trainer-coach: Olli Huttunen.

## FC Haka Valkeakoski in Europa
FC Haka Valkeakoski speelt sinds 1961 in diverse Europese competities. Hieronder staan de competities en in welke seizoenen de club deelnam:
- Champions League (4x)

1999/00, 2000/01, 2001/02, 2005/06
- Europacup I (4x)

1961/62, 1963/64, 1966/67, 1978/79
- Europa Conference League (1x)

2023/24
- Europacup II (6x)

1964/65, 1970/71, 1983/84, 1986/87, 1989/90, 1998/99
- UEFA Cup (9x)

1977/78, 1981/82, 1996/97, 2001/02, 2003/04, 2004/05, 2006/07, 2007/08, 2008/09
- Intertoto Cup (1x)

2002

## Bekende (oud-)spelers
- Jhon Cagua
- Hans Denissen
- Petri Järvinen
- Jari Kinnunen
- Jukka Koskinen
- Marko Myyry
- Jari Niemi
- Mika Nurmela
- Mixu Paatelainen
- Teemu Tainio
- Ville Väisänen
- Teuvo Vilen
- Harri Ylönen

## Trainers
- Jukka Vakkila (1982–1984, 1986–1987, 1993–1996)
- Keith Armstrong (1997–2001, 2017–2018)
- Olli Huttunen (2002–2009, 2016)
- Sami Ristilä (2009–2012)
- Asko Jussila (2012)
- Juha Malinen (2012)
- Harri Kampman (2012–2013)
- Asko Jussila (2013)
- Juho Rantala (2013–2014)
- Kari Martonen (2015–2016)
- Teemu Tainio (2019–2022)